# Southern Cross (yacht)
Pour les articles homonymes, voir Southern Cross.
Le yacht Southern Cross (KA-4) a été le challenger australien de la Coupe de l'America (America's Cup) en 1974 se déroulant à Newport contre le defender américain Courageous.

## Construction
Southern Cross est un monocoque de série internationale 12 Metre répondant à la norme internationale Third Rule America's Cup. Il a été dessiné par l'architecte et yachtman australien Bob Miller (Ben Lexcen) et construit par l'entrepreneur Alan Bond pour représenter le Royal Perth Yacht Club de Perth.

## Carrière

Guidon du RPYC.

Southern Cross a affronté sans succès le defender américain Courageous  après avoir été qualifié à la finale des yachts étrangers prétendant au titre de challenger. Il a perdu contre celui-ci par 4 manches à 0. Il portait le numéro de voile KA-4.
Devenu un voilier-charter, Southern Cross propose des croisières dans les Îles Whitsunday après avoir reçu la construction d'un WC et d'une douche, de couchettes et d'une cuisine et salle à manger. Le pont a été modifié pour inclure deux cockpits et un moteur auxiliaire a été installé.